# 蒙特利尔实验室

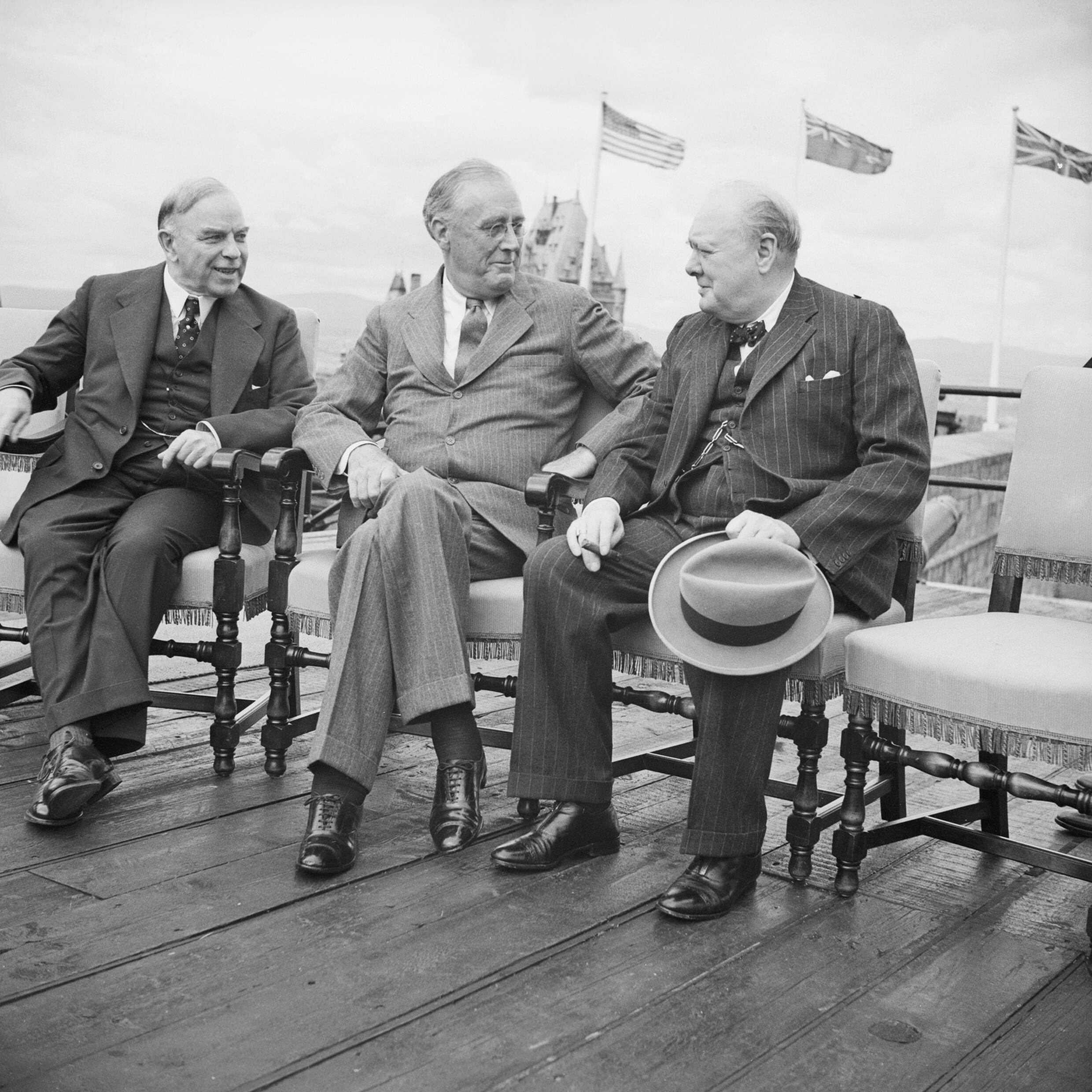
1943年8月18日，加拿大总理威廉·莱昂·麦肯齐·金、美国总统富兰克林·德拉诺·罗斯福和英国首相温斯顿·丘吉尔聚首魁北克会议，讨论合金管工程的合作问题。

蒙特利尔实验室（英語：Montreal Laboratory）位于加拿大魁北克省蒙特利尔市，二战期间由加拿大的国家科研委员会建立，以便与英国协作研究核技术，并接手了合金管工程部分科研人员、研究资料。后来该实验室成为曼哈顿计划的一部分，设计、制造了世界上首批核反应堆。